# Somalia i olympiska sommarspelen 1984
Somalia deltog i de olympiska sommarspelen 1984 med en trupp bestående av 7 deltagare. Ingen av landets deltagare erövrade någon medalj.

## Friidrott
Herrarnas 400 meter
- Ibrahim Okash Omar
  - Heat — 47,91 (→ gick inte vidare)

Herrarnas 5 000 meter
- Ali Mohamed Hufane
  - Heat — fullföljde inte (→ gick inte vidare)

Herrarnas 10 000 meter
- Muhiddin Mohamed Kulmiye
  - Kvalheat — 29:37,93 (→ gick inte vidare)

Herrarnas maraton
- Ahmed Ismail — 2:23:27 (→ 47:e plats)
- Ahmed Abdullahij — 2:44:39 (→ 73:e plats)